# Рамирес Агилера, Николас
Никола́с Энри́ке Рами́рес Агиле́ра (исп. Nicolás Enrique Ramírez Aguilera; 1 мая 1997, Сантьяго, Чили) — чилийский футболист, защитник клуба «Универсидад де Чили».

## Клубная карьера
Рамирес — воспитанник клуба «Универсидад де Чили». 17 января 2016 года в матче против «Депортес Антофагаста» он дебютировал в чилийской Примере.

## Международная карьера
В 2017 года Рамирес в составе молодёжной сборной Чили принял участие в молодёжном чемпионате Южной Америки в Эквадоре. На турнире он сыграл в матчах против команд Колумбии, Парагвая, Эквадора и Бразилии.